# Great Times!
Great Times! è un album discografico del musicista e compositore jazz Duke Ellington, costituito da esecuzioni in duetto con il suo arrangiatore e partner musicale Billy Strayhorn originariamente incise per l'etichetta Mercer Records nel 1950 e pubblicate nel disco Piano Duets. Le sessioni sono state ristampate nel 1984 dalla Riverside Records in un album chiamato Great Times! con l'aggiunta di tracce provenienti da una seduta di registrazione con Oscar Pettiford.

## Tracce
- Tutti i brani sono opera di Duke Ellington tranne dove indicato diversamente.

1. Cotton Tail - 2:55
2. C Jam Blues (Barney Bigard, Ellington) - 2:58
3. Flamingo (Edmund Anderson, Ted Grouya) - 3:00
4. Bang-Up Blues - 3:08
5. Tonk (Ellington, Strayhorn) - 2:59
6. Johnny Come Lately (Strayhorn) - 3:01
7. In a Blue Summer Garden (Ellington, Strayhorn) - 4:06
8. Great Times - 2:56
9. Perdido (Juan Tizol) -2:57
10. Take the "A" Train (Strayhorn) - 2:20
11. Oscalypso (Oscar Pettiford) - 2:44
12. Blues for Blanton - 2:36

## Formazione
- Duke Ellington – pianoforte
- Billy Strayhorn - pianoforte (tracce 1-8), celesta (tracce 10 & 11)
- Oscar Pettiford - violoncello (tracce 9-12)
- Wendell Marshall (tracce 1-4), Joe Schulman (tracce 5-8), Lloyd Trotman (tracce 9-12) - contrabbasso
- Jo Jones  (tracce 9-12), musicista sconosciuto (tracce 1-4) - batteria